# ألكسندر سيئون
ألكسندر سيئون هو لاعب كرة قدم أوزبكستاني في مركز الدفاع، ولد في 1975 في ترمذ في أوزبكستان. لعب مع أمكار بيرم وأورالان إليستا وتوربيدو موسكو وموردوفيا سارانسك ونادي نيفتشي فرغانة.